# Benigno Cunillera Torrent
Benigno Cunillera Torrent   (Bellvís, 12 de gener de 1914 - Barcelona, 9 de juliol de 2008) fou un combatent i maqui voluntari de les brigades 142ª Brigada amb la que va combatre a Belchite i de la 570ª Brigada, militant del PSUC i tinent de l'Escola Popular de Guerra de Barcelona.

## Biografia
Cunillera es dedicava a fer de fuster fins a l'any 1936, quan al produir-se el cop d'estat, va decidir presentar-se voluntari per lluitar contra els insurrectes. Es va presentar a la brigada columna “Zamora” i va acabar combatent a Belchite. Al mateix any, el 23 de juliol de 1936 es va afiliar al Partit Socialista Unit de Catalunya (PSUC).
Després d'haver lluitat a Belchite, va entrar a l'Escola Popular de Guerra de Barcelona, on es va graduar i va obtenir el grau de tinent. Amb la guerra civil a punt de finalitzar, va intentar travessar la frontera amb França, però el 9 de febrer de 1939, va ser capturat e internat al camp de concentració d'Argelès-sur-Mer durant gairebé 9 mesos. Després va ser traslladat a Agde, però va sortir per dedicar-se a treballar en l'agricultura. Al setembre de 1940, va dirigir una petició al consolat de la República de Mèxic a París, demanant asil a Mèxic. Temps després amb la consolidació de la Segona Guerra Mundial, i l'arribada de la ocupació alemanya, va ser captat pels nazis per anar a construir les fortificacions de Gran Bretanya, concretament va ser enviat a Laverblack. Va ser allà on va tindre els primers contactes amb la Resistència francesa a la qual va proporcionar els seus documents legals, i és precisament això el que el va permetre seguir en contacte amb el Partit Comunista d'Espanya. El 14 d'abril de 1943 es va casar amb Bernardina Peláez Carús.
L'any 1944 es produeix el desembarcament aliat a Normandia, i, és precisament allà on aconsegueix escapar dels alemanys i escapar a França, concretament a la localitat de Villesiclaire, on vivia la seva dona Bernardina. El 26 de juny de 1944 neix el seu primer fill, el Henri. Va ser llavors quan va establir contactes amb la Unión Nacional Española. A la tardor d'aquest mateix any es desplaça a Lourdes, als Hautes Pyrénées on participaria en les operacions de reconquesta d'Espanya que la UNE preparava. Finalment, va aconseguir entrar a Espanya el dia 29 d'octubre de 1944 de la mà de la 570ª Brigada de la 186ª Divisió guerrillera. Ho va aconseguir gràcies a les operacions que aquesta divisió va fer com a recolzament per intentar una conquesta de la zona de la Vall d'Aran. Tot i haver aconseguit entrar de nou a Espanya, a França deixava enrere un fill acabat de néixer i una dona embarassada de la que seria la seva segona filla, la Rosario. El 17 de novembre de 1944 va ser detingut i internat a la presó de Lleida, i a finals d'any va ser traslladat a la presó de Saragossa. El 24 d'abril de 1945, el Consell de Guerra el va condemnar a 12 anys i un dia de presó. L'any 1950 va arribar a la presó de San Miguel de los Reyes amb un nom fals, Joseph Tirado, de nacionalitat francesa i nascut l'any 1917. Va mantenir aquesta falsa identitat durant dos anys, però l'any 1952 va ser descobert, jutjat i condemnat a vint anys de presó per rebel·lió militar. Va ingressar a la presó de Burgos, on va poder mantenir el contacte amb el seu germà i la seva dona, que el sustentaven econòmicament.
Cunillera va obtenir la llibertat provisional l'any 1957 després una amnistia decretada gràcies a una encíclica papal. L'estiu de 1957 va entrar a França d'amagat i va poder veure per primera vegada la seva filla, que en aquell moment tenia 13 anys.
Benigno Cunillera va morir a Barcelona el 9 de juny de 2008 als 94 anys d'edat.